# Fernand Lemoine
Pour les articles homonymes, voir Lemoine.
Fernand Lemoine, né le 20 juillet 1892 à Ténès (Algérie) et mort le 25 août 1950 dans la même commune, est un homme politique français.

## Biographie
Il est le maire de Ténès de 1945 à 1948.
En 1946, il est élu au Conseil de la République.

## Activité parlementaire
Alors qu’il est élu le 8 décembre 1946 par le premier collège de la circonscription d’Alger sur la liste d’union républicaine et démocratique, Fernand Lemoine est admis le 27 décembre 1946 au sein du Conseil de la République,.
Il siège sur les bancs du groupe communiste comme apparenté à partir du 26 décembre 1946, puis, sur ceux du groupe d’union républicaine et résistante pour l’Union française le 18 mars 1947. Le lendemain, son groupe s’apparente au groupe communiste. Cette affiliation est conservée le 18 janvier 1948,,,,.